# El Floridita
 (juin 2016).
Si vous disposez d'ouvrages ou d'articles de référence ou si vous connaissez des sites web de qualité traitant du thème abordé ici, merci de compléter l'article en donnant les références utiles à sa vérifiabilité et en les liant à la section « Notes et références ».
El Floridita est un bar à cocktail - restaurant fondé en 1817 à La Havane à Cuba.

## Historique
Le bar est fondé en 1817 sous le nom de La Piña de Plata, puis de Florida et enfin de Floridita.
En 1932, Ernest Hemingway s'installe dans le chambre 511 de l'hôtel Ambos Mundos, à 200 m du bar.

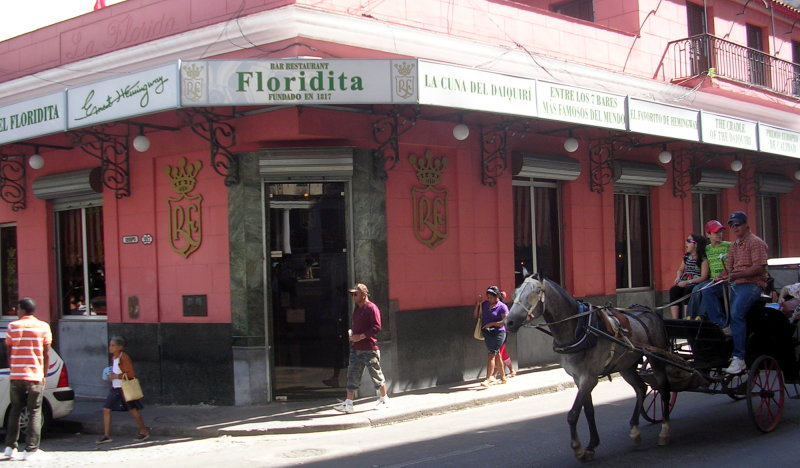
153 rue Obispo, La Habana Vieja
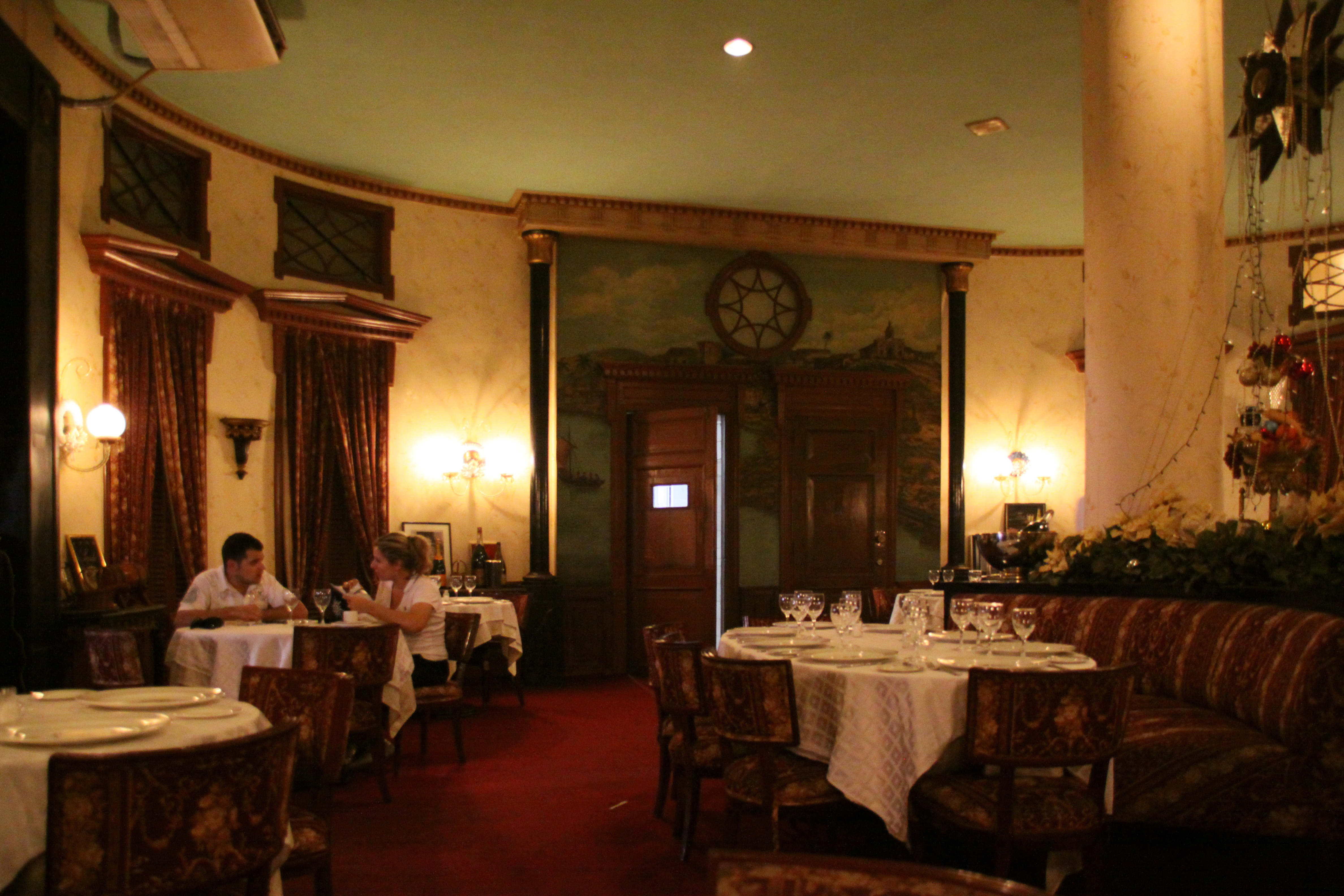
Salle de restaurant
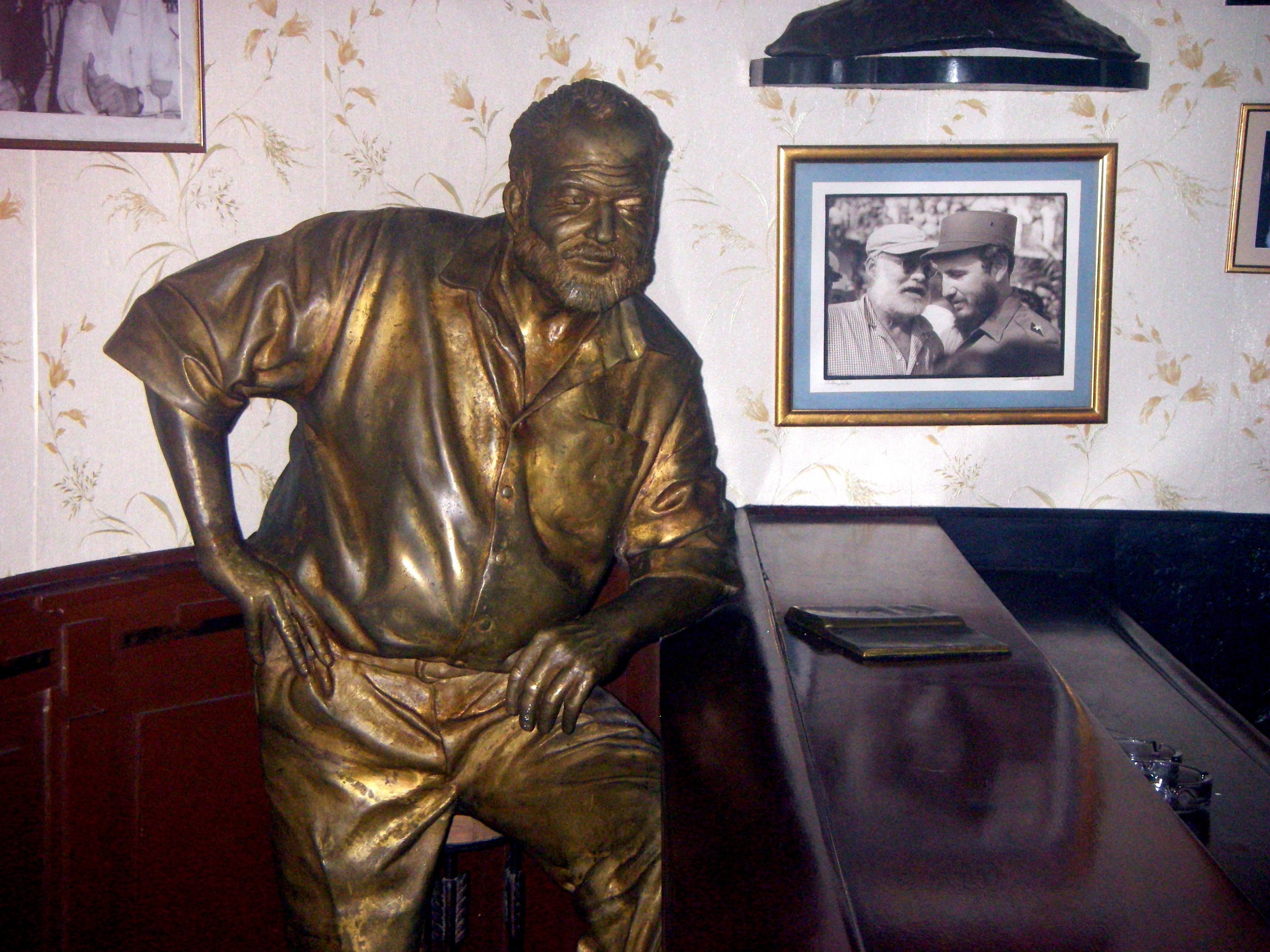
Statue d'Hemingway et photo avec Fidel Castro
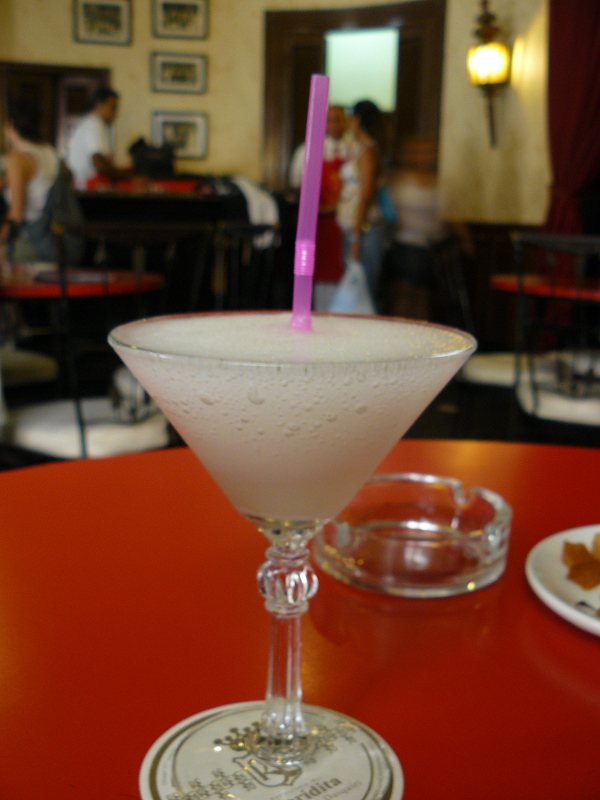
Daiquiri du Floridita